# Тавил
Тавил (tavil, thavil) e музикален перкусионен инструмент от групата на мембранофонните инструменти. Типичен е за музиката на Южна Индия.
Корпусът на инструмента е от дърво, дълъг около 50 см, с цилиндрична форма. Тавилът има кожи от двете страни: лявата традиционно се изработва от козя кожа и се оставя по-хлабава, а дясната — от кожата на воден бизон и е много силно обтегната.